# Brachychilus chevrolatii
Brachychilus chevrolatii är en skalbaggsart som beskrevs av Thomson 1868. Brachychilus chevrolatii ingår i släktet Brachychilus och familjen långhorningar. Inga underarter finns listade.